# 布盧福德 (伊利諾伊州)
布盧福德（英語：Bluford）是位於美國伊利諾伊州傑佛遜縣的一個村落。

## 地理
布盧福德的座標為38°19′39″N 88°44′08″W / 38.32750°N 88.73556°W，而該地最高點為海拔高度159米（即522英尺）。

## 人口
根據2010年美國人口普查的數據，布盧福德的面積為3.78平方千米，當中陸地面積為3.76平方千米，而水域面積為0.02平方千米。當地共有人口688人，而人口密度為每平方千米182人。